# Proavga madura
Proavga madura är en stekelart som beskrevs av Papp 1999. Proavga madura ingår i släktet Proavga och familjen bracksteklar. Inga underarter finns listade i Catalogue of Life.